# Jeremy Mould
Jeremy RIchard Mould, né le 31 juillet 1949, est un astronome australien actuellement[Quand ?] au Centre d'astrophysique et de calcul intensif à l'Université technologique de Swinburne (en).
Mould était précédemment[Quand ?] directeur de l'École de recherche d'astronomie et d'astrophysique de l'université nationale australienne et du National Optical Astronomy Observatory. Il est professeur honoraire de l'université de Melbourne.

## Biographie
Il est né le 31 juillet 1949 à Bristol, au Royaume-Uni, et émigre en Australie en 1963. Il est diplômé de l'université de Melbourne et de l'université nationale australienne, avec un doctorat. Il est chercheur à l'observatoire de Kitt Peak, et professeur au California Institute of Technology.

## Recherche
Il travaille au California Institute of Technology durant le début des années 1980 cherchant à déterminer la taille et l'âge de l'Univers en identifiant et calibrant des chandelles standards, c'est-à-dire des étoiles vraiment brillantes dont la magnitude absolue peut-être mesurée quand elles sont proches de la Terre, avec des exemples plus éloignés étant identifiés par leur couleur, leur spectre ou, dans le cas des céphéides, la période d'oscillation de leur luminosité. D'autres travaux importants comprenaient la mesure des géantes rouges évoluées lumineuses dans les amas stellaires des deux nuages de Magellan, qu'il réalise en collaboration avec Marc Aaronson. Également en collaboration avec Marc Aaronson et John Huchra, Mould entreprend des mesures de la constante de Hubble qui finissent par s'étendre à l'utilisation du télescope spatial Hubble et de la caméra WFPC2 pour étudier les variables des céphéides et les utiliser comme chandelles standards. Mould fait partie de l'équipe scientifique de la caméra WFPC2 qui contribue à restaurer la qualité d'image d'Hubble, en corrigeant l'aberration sphérique dans le miroir principal.
En collaboration avec Gary DaCosta et Michael David Crawford, Mould prépare des diagrammes de Hertzsprung-Russell des amas globulaires du Grand Nuage de Magellan et du Petit Nuage de Magellan pour déterminer leur âge, la chandelle standard résultante étant l'étoile la plus brillante de chaque amas, la luminosité absolue de cette étoile pouvant être dérivée. De sa distance, la couleur BR[Quoi ?] de l'étoile de l'amas la plus brillante étant utilisée pour déterminer l'âge des amas les plus éloignés par les couleurs de leurs étoiles les plus brillants,,.
Les nuages de Magellan sont de petites galaxies qui gravitent autour de notre galaxie, la Voie lactée, la distance entre la Terre et du Grand Nuage de Magellan étant de 157 000 années-lumière et celle du Petit Nuage de Magellan étant de 200 000.
Au cours de l'été 1983, Mould, daCosta et Crawford étendent leurs travaux à une distance de 2,5 millions d'années-lumière en enregistrant des spectrogrammes CCD d'amas globulaires en orbite autour de la galaxie d'Andromède au réflecteur Cassegrain du observatoire Palomar, avec la chandelle standard est déterminée par l'attente que le spectre de chaque amas dans son ensemble soit dominé par le spectre de l'étoile la plus brillante qu'il contient.

## Collaborateurs
- Gary da Costa, professeur d'astronomie, à l'université nationale australienne
- Michael David Crawford, PDG, de Dulcinea Technologies Corporation

## Récompenses
Selon l'Institute for Scientific Information, il fait partie des astronomes les plus cités au monde. L'astéroïde (18240) Mould est nommé en son honneur. Mould a reçu le prix George Van Biesbroeck en 1981 avec Marc Aaronson. Le prix Newton Lacy Pierce en astronomie en 1984 avec Marc Aaronson et le prix Peter-Gruber de cosmologie en 2009 avec Wendy Freedman et Robert Kennicutt.
Il est élu compagnon d'héritage de l'Union américaine d'astronomie en 2020.